# Andrzej Bartyński
Andrzej Bartyński (* 25. Mai 1934 in Lwów; † 16. Juni 2018 in Breslau) war ein polnischer Schriftsteller.

## Leben
Während der deutschen Besetzung lebte Bartyński in Lwów und besuchte dort die Schule. Seine Familie beteiligte sich an Untergrundaktionen der polnischen Heimatarmee, weswegen er mit seiner Familie 1943 von der Gestapo verhaftet wurde. Während der Verhöre verlor er sein Augenlicht. Nach der Eroberung Lwóws durch die sowjetischen Streitkräfte besuchte er ab 1944 eine ukrainische Blindenschule.
Nach dem Zweiten Weltkrieg siedelte er 1946 mit seiner Familie nach Breslau um. In Laski bei Warschau schloss er 1949 eine Blindengrundschule ab und legte 1953 das Abitur an einem Breslauer Gymnasium ab. Als Lyriker debütierte er 1956 mit dem Gedicht Rapsod o Jesieninie, das in der Breslauer Zeitschrift Życie Uniwersytetu erschien. An der Universität Breslau nahm er 1957 ein Studium der Polonistik auf und erwarb dort 1962 den Magister. Gleichzeitig arbeitete er von 1956 bis 1960 mit dem Polskie Radio zusammen und veröffentlichte seine Gedichte und Prosatexte in den Zeitschriften Nowe Sygnały, Kierunki und Współczesność. In den Verband der Polnischen Literaten wurde er 1961 aufgenommen. Vom Ministerium für Kultur und Kunst erhielt er 1964 die Berechtigung eines Bühnenkünstlers und konnte an Tourneen durch die Tschechoslowakei, Rumänien und Ungarn sowie 1967 durch England und Schottland teilnehmen. Daneben publizierte er von 1965 bis 1967 in Życie Literackie und von 1974 bis 1977 in Poezja. In den 1980er Jahren erschienen seine Gedichte in der Breslauer Zeitschrift Wiadomości sowie in Regiony und Wiara i Odpowiedzialność.

## Werke
- Dalekopisy, 1957
- Zielone wzrgórza, 1960
- Komu rośnie las?, 1965
- Ku chwale słońca, 1974
- Gdzie Rzym, gdzie Krym, gdzie bar Cin-Cin, 1977
- Wojna. Wyspa. Skarabeusz, 1982
- Wróć bo czereśnie… Leopoliada i Andrea, 1966
- Te są ojczyzny moje. Ballady i romanze, 1999
- Taki świat, 2001

## Auszeichnungen
- 1969: Silbernes Verdienstkreuz
- 1972: Ritterkreuz Polonia Restituta
- 1985: Offizierskreuz Polonia Restituta